# Ni no Kuni: Wrath of the White Witch
Ni no Kuni: Wrath of the White Witch là trò chơi điện tử nhập vai do hãng Level-5 và Studio Ghibli cùng phối hợp phát triển. Trò chơi phát hành cho PlayStation 3 ở Nhật Bản tháng 11 năm 2011 và Namco Bandai Games xuất bản ra các khu vực phương Tây tháng 1 năm 2013. trò chơi cũng phát hành cho Nintendo Switch tháng 9 năm 2019, cùng với phiên bản sửa lại cho Microsoft Windows và PlayStation 4. Trò chơi là phiên bản nâng cấp đáng kể của Ni no Kuni: Dominion of the Dark Djinn, ban đầu phát hành cho Nintendo DS tại Nhật Bản tháng 12 năm 2010.
Cốt truyện xoay quanh chuyến phiêu lưu của một cậu bé tên Oliver vào thế giới kỳ ảo song song để cứu mẹ của mình, người đã qua đời sau một cơn đau tim khi cố cứu cậu khỏi chết đuối. Cùng với con búp bê mà mẹ cậu đã tặng cho cậu vốn đã biến thành một sinh vật có phép thuật đưa cậu sang thế giới đó thông qua một cuốn sách. Tại thế giới song song cậu cũng gặp gỡ và kết bạn những người hay sinh vật từ thế giới của cậu cũng đang cố thực hiện ước mơ của mình trong thế giới đó qua các hiện thân khác nhau.
Bắt đầu phát triển vào năm 2008, cùng lúc với Dominion of the Dark Djinn. Các phân đoạn hoạt hình của trò chơi do Studio Ghibli sản xuất, trong khi bản nhạc gốc do Joe Hisaishi đồng sáng tác. Phong cách nghệ thuật cũng lấy cảm hứng từ các tác phẩm khác của Studio Ghibli. Sự phát triển nhân vật của Oliver là trọng tâm lớn của trò chơi, nhằm mục đích làm cho trẻ em đồng cảm với nhân vật và để người lớn sống lại tuổi thanh xuân của họ. Các nhà phát triển đã vận dụng hết sức mạnh của PlayStation 3 để kết xuất thế giới với độ chi tiết tuyệt vời từng không thể có trong Dominion of the Dark Djinn .
Ni no Kuni được nhiều nhà phê bình đánh giá cao, đặc biệt khen ngợi về cốt truyện, thiết kế đồ họa và lối chơi. Wrath of the White Witch đã trở thành một trong những trò chơi PlayStation 3 bán chạy nhất, bán được hơn 170.000 bản trong vòng một tuần kể từ khi phát hành tại Nhật Bản và hơn một triệu bản trong vòng mười bốn tháng kể từ khi phát hành ở phương Tây. Trò chơi đã được đề cử và giành nhiều giải thưởng từ một sốấn phẩm trò chơi. Phần tiếp theo, Ni no Kuni II: Revenant Kingdom phát hành tháng 3 năm 2018.

### Sơ lược cốt truyện
Ni no Kuni kể về cuộc hành trình của Oliver, một cư dân của Motorville. Trong khi thử một chiếc xe mới do người bạn Philip thiết kế, Oliver suýt chết đuối nhưng được mẹ Allie cứu sống, nhưng mẹ cậu lại qua đời ngay sau đó vì đau tim. Khi Oliver khóc, những giọt nước mắt của anh khiến con búp bê, một món quà từ mẹ anh, trở nên sống động và tiết lộ mình là một tiểu tiên tên là Drippy, nói với Oliver rằng anh đến từ một thế giới khác, nơi một phù thủy độc ác tên là Shadar điều khiển. Anh ta cũng nói với Oliver rằng mỗi người từ thế giới của anh ta đều có một "tri kỷ", một người có liên kết với ai đó trong thế giới của Oliver, và mẹ anh ta trông rất giống một nhà hiền triết vĩ đại, Alicia, vốn đã bị Shadar bắt giữ. Nhận ra rằng Alicia hẳn là tri kỷ của Allie, Oliver lên đường cùng Drippy du hành đến thế giới bên kia và giải cứu Alicia với hy vọng rằng làm như vậy sẽ đưa Allie trở lại thế giới của anh.
Ở thế giới khác, Oliver tìm thấy vô số người bị tan nát trái tim do ảnh hưởng của Shadar, sử dụng khả năng ma thuật mới tìm thấy của mình để khôi phục những mảnh trái tim mà họ thiếu, và đi khắp thế giới để tìm kiếm bốn nhà hiền triết vĩ đại. Trên đường đi, anh gặp Esther, con gái của một trong những nhà hiền triết vĩ đại, và Swaine, một tên trộm, ban đầu đánh cắp một món đồ quan trọng của họ nhưng cuối cùng quyết định giúp đỡ. Khi họ tranh thủ sự giúp đỡ của các nhà hiền triết thì biết được một cây đũa phép gọi là Mornstar có thể đánh bại Shadar, nhưng không biết làm thế nào để lấy lại nó vì nó đã bị Shadar phá hủy. Ngay sau đó, họ nhìn thấy quá khứ của bản thân qua hành động của một người lạ và có thể lấy lại cây đũa phép ở đó.
Sau khi trở về hiện tại và lấy ba viên đá ma thuật để hoàn thành cây đũa phép, Oliver biết rằng mẹ của anh, Allie thực chất là một nhà hiền triết vĩ đại, Alicia. Nhận ra rằng cô không thể đánh bại Shadar, và anh ta đã tiêu diệt người bạn tri kỷ của mình ở thế giới khác để tránh khả năng bị đánh bại, cô đã chọn du hành tương lai và vào thế giới của Oliver với hy vọng tìm được người bạn tri kỷ tiếp theo. Sau khi ổn định cuộc sống ở thế giới mới, cô đã sinh ra cậu con trai Oliver, người vô tình trở thành tri kỷ của Shadar. Sau khi bị đánh bại, quá khứ của Shadar hiện rõ. Anh từng là một người lính giúp một cô gái trẻ chống lại mệnh lệnh và jet61 quả là quê hương bị phá hủy; một người được gọi là White Witch đã yêu cầu anh ôm lấy nỗi tuyệt vọng và trở thành Dark Djinn, Shadar. Linh hồn của Alicia nói chuyện với Shadar đang hấp hối, nhận ra rằng cô gái mà anh ta cứu chính là Alicia trẻ tuổi. Shadar sau đó sử dụng sức mạnh của mình để cắt đứt liên kết giữa anh và Oliver, để cứu Oliver khỏi cái chết.
Khi Shadar bị đánh bại, Oliver chuẩn bị trở về nhà nhưng White Witch xuất hiện và sử dụng một câu thần chú gọi là "manna", một chất giống như tro có thể biến tất cả sinh vật sống trong ba thành phố lớn thành những sinh vật giống như xác sống. Một cô gái tên là Pea, thỉnh thoảng xuất hiện với Oliver, đi cùng nhóm và sử dụng phép thuật của mình để xóa sạch các thành phố manna và khôi phục mọi người trở lại bình thường; cả nhóm tiến hành tự đánh bại White Witch. Họ phát hiện ra cô ấy là một nữ hoàng trẻ tuổi gọi là Cassiopeia từ hàng ngàn năm trước, người có ý định cao cả nhưng đã bị thao túng bởi "hội đồng mười hai", tự xưng là Zodiarchs, người muốn điều hành đất nước. Cảm thấy bất lực, cô tìm thấy và sử dụng bùa chú manna, tin rằng nó sẽ mang lại hòa bình và thịnh vượng cho người dân của cô. Khi những tác động khủng khiếp của manna được tiết lộ, cô dần chứng kiến cái chết của tất cả các thần dân của mình, bao gồm cả hội đồng. Cô dần dần bị đưa đến tuyệt vọng và trở thành White Witch, tin rằng tất cả sự sống phải bị hủy diệt trong nỗ lực "bắt đầu lại". Sức mạnh của cô đã tạo ra một phiên bản ảo ảnh của hội đồng để giám sát sự hủy diệt của thế giới. Những ý định tốt đẹp còn sót lại của cô cũng tạo ra Pea, hóa thân của cô khi còn nhỏ, để giúp Oliver trong hành trình. Pea được linh hồn của Vua Pháp Sư, cha của Cassiopeia, gửi đến Motorville để trao cho Oliver cây đũa phép khởi đầu và dạy anh ấy nhập môn để cuối cùng anh có thể cứu Cassiopeia / The White Witch khỏi chính bản thân cô ấy.
Sau khi bị đánh bại, Cassiopeia hợp nhất với Pea và khôi phục lại con người tốt bụng trước đây. Sau khi hỗ trợ nhóm tiêu diệt Zodiarchy, biểu hiện cuối cùng của hội đồng, Cassiopeia tuyên bố rằng cô sẽ cống hiến cuộc đời để sửa đổi hành động và Oliver chia tay bạn bè trước khi quay trở lại cuộc sống cũ ở Motorville.

## Phát triển
Việc phát triển trò chơi được công bố vào tháng 9 năm 2008 trên tạp chí Famitsu. Level-5 và CEO của Studio Ghibli là Suzuki Toshio đã nói rằng việc thực hiện các cảnh hoạt hình của trò chơi đã được bắt đầu vào tháng 7 năm 2008. Level-5 đã tuyên bố về việc thực hiện phiên bản trên hệ PlayStation 3.
Cả hai phiên bản được phát triển hoàn toàn độc lập với nhau với nhiều đặc điểm khác nhau từ dữ liệu, nghệ thuật, đồ họa, các thông số kỹ thuật và độ lớn của câu truyện chỉ có cốt truyện gốc là được giữ nguyên. Phiên bản PlayStation 3 vẫn sử dụng phong cách nghệ thuật trong các phim hoạt hình của Ghibli.

## Âm nhạc
Phần soạn nhạc cho trò chơi được đảm nhiệm bởi Hisaishi Joe. Toàn bộ nhạc trong trò chơi được phối bởi dàn nhạc Tokyo Philharmonic Koukyou Gakudan. bài hát chính của trò chơi là bài hát mở đầu có tựa Kokoro no Kakera (心のかけら) do Fujisawa Mai con gái của Hisaishi trình bày. Album chứa các bản nhạc dùng trong trò chơi đã phát hành vào ngày 09 tháng 2 năm 2011. Khi phiên bản PS3 được phát hành thì, một album tổng hợp các bản nhạc đã được phát hành vào tháng 3 năm 2013 với 2 đĩa, dĩa đầu giống như album được phát hành trước đó và đĩa thứ hai chứa các bản nhạc thêm trong phiên bản PS3. Square Enixđã cho album này điểm tối đa và gọi nó là "Tác phẩm hay nhất kể từ sau Cuộc phiêu lưu của Chihiro vào thế giới linh hồn" của Hisaishi.

## Đón nhận
Ni no Kuni: Wrath of the White Witch nhận được đánh giá chung tích cực. Metacritic đã tính điểm trung bình là 86 trên 100 cho phiên bản PlayStation 4, 85 trên 100 cho phiên bản PlayStation 3 và 84 trên 100 cho phiên bản Nintendo Switch. Các nhà phê bình khen ngợi thiết kế hình ảnh, nhân vật và cốt truyện, nhạc phim và hệ thống chiến đấu. Colin Moriarty của IGN đã gọi Ni no Kuni là "một trong những game nhập vai hay nhất", và nằm trong số những game độc quyền tốt nhất trên PlayStation 3, và Kevin VanOrd của GameSpot đã viết rằng game gia nhập nhóm những game nhập vai hay nhất.
Thiết kế nghệ thuật của trò chơi đã nhận được sự hoan nghênh, được ưu ái hơn so với tác phẩm trước đó của Studio Ghibli. Oli Welsh của Eurogamer đã viết rằng các họa sĩ của Level-5 và Studio Ghibli đã hợp tác để tạo ra một trò chơi thuộc về cả hai hãng. Moriarty của IGN gọi trò chơi là "tuyệt đẹp đến mức không ngờ", vượt qua phần hình ảnh của hầu hết các trò chơi khác. Jim Sterling của Destructoid lặp lại những nhận xét này, nói rằng "rất ít tựa game nào sánh bằng". VanOrd của GameSpot cảm thấy "hình ảnh hoạt hình được nâng cao bởi các chi tiết hình ảnh đặc biệt", góp phần vào "cảm giác kỳ thú" do trò chơi tạo ra. Stephanie Bendixsen của Good Game gọi hình ảnh "sôi động và thú vị", lưu ý rằng nó "khiến trò chơi trở nên sống động theo cách đẹp nhất".
Brittany Vincent của GamesRadar thấy cốt truyện rất sâu sắc, và Moriarty của IGN đã vinh danh đó là một trong những tính năng nổi bật của trò chơi. VanOrd của GameSpot  cảm thấy rằng chủ đề và đối thoại trong game đã đóng góp tích cực vào cốt tryện, đánh giá cao việc sử dụng tính hài hước, và GameTrailers gọi kịch bản thuộc hàng "đỉnh cao". Ngược lại, Sinan Kubba của Joystiq viết rằng câu chuyện thiếu sức hấp dẫn so với hình ảnh nghệ thuật, trong khi Philip Kollar của Polygon cảm thấy phong cách nghệ thuật của trò chơi là động lực duy nhất để hoàn thành câu chuyện, điều mà ông có thể đoán trước được. Một số người đánh giá nhận xét về nhịp độ của câu chuyện; Eurogamer của Welsh thấy nó "quá chậm để gây bất ngờ hoặc để phát triển những bí ẩn", trong khi Vincent của GamesRadar nhận thấy nhịp độ vừa đủ. Các nhiệm vụ phụ của game cũng nhận được nhiều lời khen ngợi; GameTrailers cảm thấy rằng chúng cung cấp cái nhìn sâu sắc về thế giới và Eurogamer của Welsh khen ngợi tính đa dạng, trong khi Kollar của Polygon ngược lại thấy chúng không thú vị và "duy ý chí".

Một thiết kế nghệ thuật của thế giới chính của trò chơi. Các nhà phê bình ca ngợi nghệ thuật trong trò chơi, đặc biệt khen ngợi tác phẩm của Studio Ghibli. Cách bài trí và sự hài hước của thế giới cũng được đón nhận nồng nhiệt.

Thế giới và môi trường của trò chơi đã thu hút sự hoan nghênh từ nhiều người đánh giá. Andrew Fitch của Electronic Gaming Monthly đã đặt tên thế giới là một trong những tính năng nổi bật của trò chơi, ca ngợi sự đa dạng của các ngôn ngữ. Jason Schreier của Kotaku ca ngợi cách mà thế giới được tạo ra "cẩn thận và chính xác". Kimberley Wallace của Game Informer gọi thế giới "ngoạn mục", và Sterling của Destructoid cảm thấy thế giới này "đáng yêu", khen ngợi thiết kế và dễ quen thuộc.
Các nhân vật của trò chơi được đánh giá khác nhau. Một số cảm thấy rằng các nhân vật mang tính sáng tạo và thú vị, trong khi những người khác cho rằng họ thiếu cá tính. Bendixsen của Good Game gọi các nhân vật là "giàu trí tưởng tượng và lập dị", trong khi Moriarty của IGN cảm thấy rằng sự độc đáo của Oliver là một trong những điểm nổi bật của trò chơi và nhận thấy rằng điều đó khiến anh quan tâm đến nhân vật. Sterling của Destructoid không thích Oliver, nhưng thấy rằng các nhân vật phụ có thể bù lại. Wallace của Game Informer cảm thấy các nhân vật thiếu cá tính, và chỉ tồn tại để hỗ trợ hành trình của Oliver. Kubba của Joystiq lặp lại những nhận xét tương tự, nói rằng các nhân vật có "độ sâu chả khác gì cái bàn chải đánh răng". Tương tự, phần lồng tiếng nhận được nhiều phản ứng trái chiều; Moriarty của IGN cảm thấy thất vọng nhất với phần lồng tiếng bẳng tiếng Anh của Oliver, nhưng khen ngợi những phần lồng tiếng khác, và Ian Dransfield của VideoGamer.com đã viết rằng phần lồng tiếng tiếng Anh là "đáng nghe".
Nhiều người đánh giá nhận thấy hệ thống chiến đấu là một sự pha trộn mới mẻ từ các trò chơi nhập vai khác. Fitch of Electronic Gaming Monthly nhận xét rằng "chơi càng lâu càng thấy hay hơn". Kubba của Joystiq gọi trận chiến trong trò chơi là một "thành công lớn", ca ngợi khả năng pha trộn các phong cách khác nhau, và GameTrailers nhận thấy nó "vô cùng mãn nguyện". Schreier của Kotaku cảm thấy cuộc chiến rất công bằng, mặc dù chỉ trích việc sử dụng trí thông minh nhân tạo. Phil Iwaniuk của Official PlayStation Magazine nhận thấy các trận chiến liên tục trong trò chơi gây khó chịu, nhưng "mặt khác nó cũng là một niềm vui". Kollar của Polygon cảm thấy rằng trí thông minh nhân tạo của trò chơi dẫn đến một hệ thống chiến đấu "cẩu thả" và "khó chịu".
Các nhà phê bình khen ngợi việc sử dụng âm nhạc trong trò chơi. Moriarty của IGN cảm thấy nó phù hợp trong mọi tình huống, khen ngợi khả năng tạo ra cảm xúc và lôi cuốn người chơi. GameTrailers nhận thấy nhạc nền "mạnh mẽ", nhận xét về cách sử dụng hợp lý của nó trong quá trình chơi game, và Vincent của GamesRadar gọi âm nhạc "ngoạn mục". Sterling của Destructoid đã ưu ái so sánh nhạc nền của game với Dragon Quest VIII, ca ngợi chất lượng của dàn nhạc và "cảm giác vui nhộn". Chris Scullion của Computer and Video Games đã viết âm nhạc đảm bảo game "nghe hay như nhìn". Eurogamer Welsh gọi âm nhạc là "say mê và lãng mạn", mặc dù chỉ trích sự lặp đi lặp lại của phần nhạc chiến đấu.

### Giải thưởng
| Danh sách các giải thưởng và đề cử cho Ni no Kuni: Wrath of the White Witch | Danh sách các giải thưởng và đề cử cho Ni no Kuni: Wrath of the White Witch | Danh sách các giải thưởng và đề cử cho Ni no Kuni: Wrath of the White Witch | Danh sách các giải thưởng và đề cử cho Ni no Kuni: Wrath of the White Witch | Danh sách các giải thưởng và đề cử cho Ni no Kuni: Wrath of the White Witch |
| Ngày                                                                        | Giải thưởng                                                                 | Hạng mục                                                                    | Kết quả                                                                     | Chú thích                                                                   |
| --------------------------------------------------------------------------- | --------------------------------------------------------------------------- | --------------------------------------------------------------------------- | --------------------------------------------------------------------------- | --------------------------------------------------------------------------- |
| 23 tháng 2 năm 2012                                                         | 2011 International Film Music Critics Association Awards                    | Best Original Score for a Video Game or Interactive Media                   | Đề cử                                                                       | [ 23 ]                                                                      |
| 26 tháng 10 năm 2013                                                        | 31st Golden Joystick Awards                                                 | Game of the Year                                                            | Đề cử                                                                       | [ 24 ]                                                                      |
| 26 tháng 10 năm 2013                                                        | 31st Golden Joystick Awards                                                 | Best Newcomer                                                               | Đề cử                                                                       | [ 24 ]                                                                      |
| 26 tháng 10 năm 2013                                                        | 31st Golden Joystick Awards                                                 | Best Visual Design                                                          | Đề cử                                                                       | [ 24 ]                                                                      |
| 4 tháng 12 năm 2013                                                         | 5th Annual Inside Gaming Awards                                             | Best Art                                                                    | Đề cử                                                                       | [ 25 ]                                                                      |
| 7 tháng 12 năm 2013                                                         | VGX 2013                                                                    | Best RPG                                                                    | Đoạt giải                                                                   | [ 26 ]                                                                      |
| 7 tháng 12 năm 2013                                                         | VGX 2013                                                                    | Best Soundtrack                                                             | Đề cử                                                                       | [ 26 ]                                                                      |
| 18 tháng 12 năm 2013                                                        | 18th Satellite Awards                                                       | Outstanding Role Playing Game                                               | Đoạt giải                                                                   | [ 27 ]                                                                      |
| 9 tháng 1 năm 2014                                                          | 2014 Game Developers Choice Awards                                          | Best Visual Art                                                             | Đề cử                                                                       | [ 28 ]                                                                      |
| 7 tháng 2 năm 2014                                                          | 17th Annual DICE Awards                                                     | Role-Playing/Massively Multiplayer Game of the Year                         | Đề cử                                                                       | [ 29 ]                                                                      |
| 17 tháng 2 năm 2014                                                         | 13th National Academy of Video Game Trade Reviewers Awards                  | Animation                                                                   | Đoạt giải                                                                   | [ 30 ]                                                                      |
| 17 tháng 2 năm 2014                                                         | 13th National Academy of Video Game Trade Reviewers Awards                  | Art Direction, Fantasy                                                      | Đoạt giải                                                                   | [ 30 ]                                                                      |
| 17 tháng 2 năm 2014                                                         | 13th National Academy of Video Game Trade Reviewers Awards                  | Character Design                                                            | Đề cử                                                                       | [ 30 ]                                                                      |
| 17 tháng 2 năm 2014                                                         | 13th National Academy of Video Game Trade Reviewers Awards                  | Costume Design                                                              | Đề cử                                                                       | [ 30 ]                                                                      |
| 17 tháng 2 năm 2014                                                         | 13th National Academy of Video Game Trade Reviewers Awards                  | Original Light Mix Score, New IP                                            | Đoạt giải                                                                   | [ 30 ]                                                                      |
| 17 tháng 2 năm 2014                                                         | 13th National Academy of Video Game Trade Reviewers Awards                  | Original/Adapted Song                                                       | Đoạt giải                                                                   | [ 30 ]                                                                      |
| 17 tháng 2 năm 2014                                                         | 13th National Academy of Video Game Trade Reviewers Awards                  | Supporting Performance in a Comedy                                          | Đề cử                                                                       | [ 30 ]                                                                      |
| 17 tháng 2 năm 2014                                                         | 13th National Academy of Video Game Trade Reviewers Awards                  | Game, Original Family                                                       | Đoạt giải                                                                   | [ 30 ]                                                                      |
| 8 tháng 3 năm 2014                                                          | 2014 SXSW Gaming Awards                                                     | Excellence in Animation                                                     | Đoạt giải                                                                   | [ 31 ]                                                                      |
| 8 tháng 3 năm 2014                                                          | 2014 SXSW Gaming Awards                                                     | Excellence in Art                                                           | Đề cử                                                                       | [ 32 ]                                                                      |
| 8 tháng 3 năm 2014                                                          | 2014 SXSW Gaming Awards                                                     | Excellence in Musical Score                                                 | Đề cử                                                                       | [ 32 ]                                                                      |
| 12 tháng 3 năm 2014                                                         | 10th British Academy Video Games Awards                                     | Artistic Achievement                                                        | Đề cử                                                                       | [ 33 ]                                                                      |
| 12 tháng 3 năm 2014                                                         | 10th British Academy Video Games Awards                                     | Story                                                                       | Đề cử                                                                       | [ 33 ]                                                                      |